# 世界华人保钓联盟

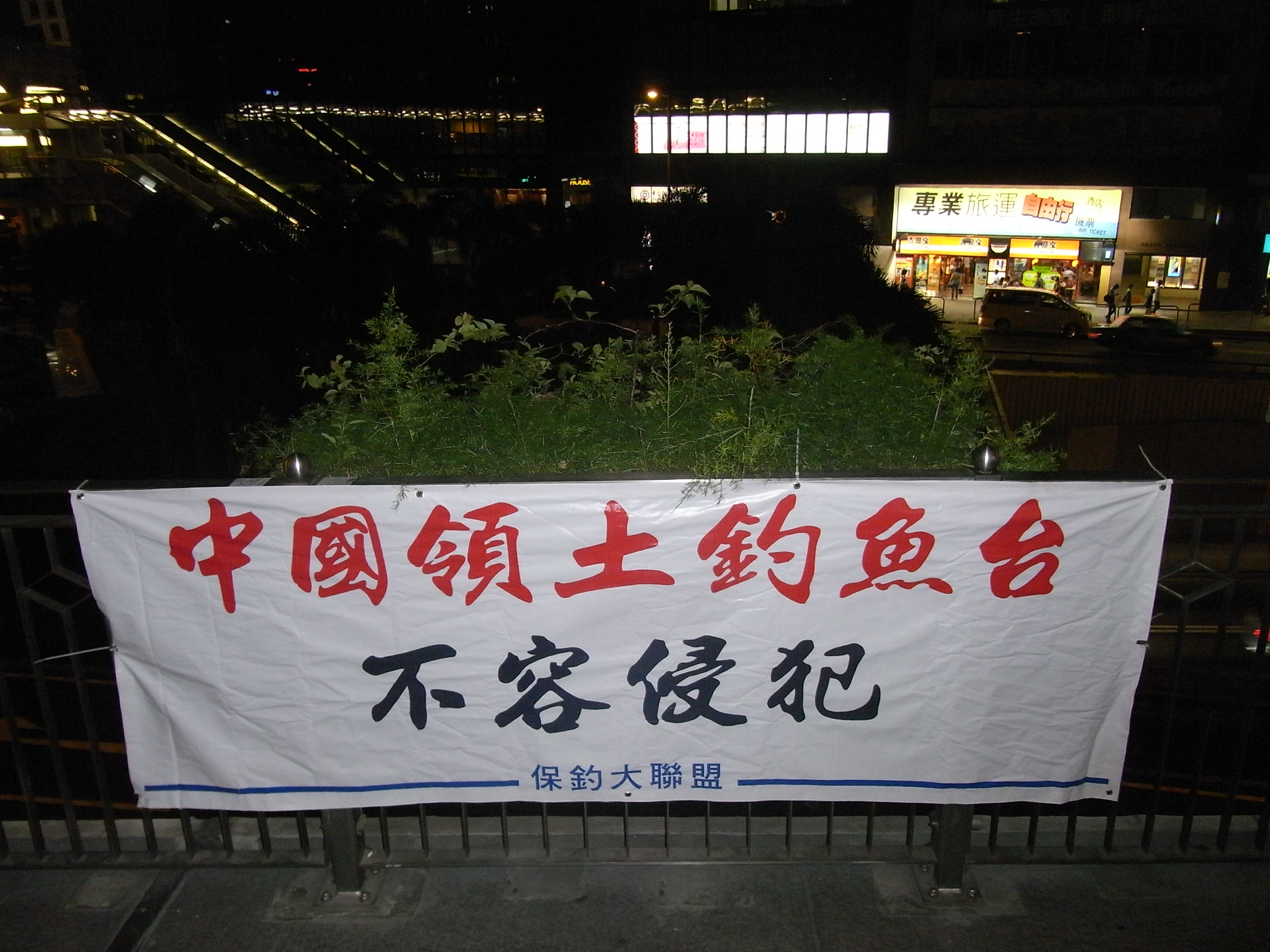
拍摄于2012年8月18日的世界华人保钓联盟放置在香港市中心的保钓条幅

世界华人保钓联盟，主要是来自香港、澳门、台湾、中国大陆、美国、加拿大这6个地方的华人华侨组成的保卫钓鱼岛的非营利性团体组织，2011年1月2日成立于香港，而世界华人保钓联盟协会则在2012年4月19日正式成立。

## 历史
2011年1月2日，世界华人保钓联盟正式在香港成立。
2012年4月19日，世界华人保钓联盟协会在香港成立。

## 重要成员

### 第一届（2011年至今）
世界华人保钓联盟第一届理事会、监事会均由筹备委员会推荐产生，其中理事会理事15人，监事会监事5人，并推荐出第一任会长一名，副会长两名，秘书长一名。
| 職位   | 姓名         | 地區     | 簡歷 |
| ------ | ------------ | -------- | --- |
| 會長   | 黃錫麟       | 臺灣     | 中華保釣協會主席 親民黨新北市永和區政顧問                                                                                    |
| 副會長 | 陳妙德       | 香港     | 香港保釣行動委員會主席 民間電台(德匡製作)董事長                                                                              |
| 副會長 | 李義強       | 中国大陆 | 廈門市保釣人士 |
| 秘書長 | 李義強       | 中国大陆 | 廈門市保釣人士 |
| 理事   | 陳妙德       | 香港     | 香港保釣行動委員會主席 民間電台(德匡製作)董事長                                                                              |
| 理事   | 羅堪就       | 香港     | 香港公屋政策評議會成員 社會民主連線成員                                                                                      |
| 理事   | 區伯權       | 香港     | 香港教育專業人員協會總司庫 香港民主黨成員 史維會成員 前新界鄉議局南約區中學校長                                              |
| 理事   | 柯華         | 香港     | 香港保釣行動委員會前主席 |
| 理事   | 梁國雄(長毛) | 香港     | 香港立法會議員 社會民主連線主席 四五行動會長                                                                                 |
| 理事   | 謝夢麟       | 臺灣     | 中華保釣協會成員 |
| 理事   | 王昆盛       | 臺灣     | 中華保釣協會成員 |
| 理事   | 殷必雄       | 臺灣     | 中華保釣協會前成員 全國關廠工人連線成員                                                                                      |
| 理事   | 黃錫麟       | 臺灣     | 中華保釣協會主席 親民黨新北市永和區政顧問                                                                                    |
| 理事   | 鄭海麟       | 加拿大   | 溫哥華卑斯大學客席教授 |
| 理事   | 黃哲操       | 美国東岸 | 紐約華人社團聯席會創會會長 紐約市立大學教授                                                                                  |
| 理事   | 張碚         | 美国西岸 | 史維會秘書長 |
| 理事   | 李義強       | 中国大陆 | 廈門市保釣人士 |
| 理事   | 方衛強       | 中国大陆 | 中國保釣人士 |
| 理事   | 林與偉       | 中国大陆 | 中國保釣人士 |
| 監事   | 伍錫堯       | 澳門     | 澳門民主起動會長 澳門五邑鄉親同盟會會長 澳門博彩建築業聯合自由工會理事長 一句「煲燕窩粥大酬賓」名振港澳                      |
| 監事   | 陳憲中       | 美国     | 對日索償中華同胞會創辦人 |
| 監事   | 殷敏弘       | 中国大陆 | 中國保釣人士 |
| 監事   | 簡兆平       | 香港     | 世界抗日戰爭史實維護聯合會亞洲區會長 中國教育部抗日口述史顧問 中華民國華僑救國聯合理事 增城市僑聯顧問 旅港增城同鄉會首席會長 |
| 監事   | 張春明       | 臺灣     | 亞洲大學助理教授 |

## 保钓运动
2012年1月3日，世界华人保钓联盟的8个成员在香港乘坐渔船前往钓鱼岛宣誓主权，但是遭到香港海事部门的阻止而行动取消。
2012年6月16日，世界华人保钓联盟组织两岸四地的保钓民族英雄从大陆前往钓鱼岛宣誓主权，但是中国大陆的参加人士被中华人民共和国政府请回，导致行动被迫取消。
2012年8月12日，15位香港保钓人士，包括出任團長的人民力量成員楊匡、社民連立法會選舉候選人曾健成、香港公民黨新西支部執委王化民及保釣委員會委員羅堪就等人从尖沙咀乘坐“启丰二号”起航，前往台湾海峡，将在彭佳屿和澳门、台湾、厦门的保钓人士会和，一同前往钓鱼岛宣示主权，出发前，香港保釣行動委員會主席陈妙德对法新社记者说：“如果此次遭到日方船只的拦截，我们将会反抗。同时我们也希望，中国人民解放军的船只能够为我们保驾护航。” 台湾的保钓人士由黄锡林带队，计划从钓鱼岛的归属地台湾宜兰县出发。
2012年8月14日，台湾原本打算14日出海，但是船东受到台当局的压力，不同意出海，即使是给香港保钓船的补给，也不同意。厦门保钓人士迫于大陆当局的压力和天气原因而取消前往钓鱼岛宣示主权，面对官方不予支持，世界华人保钓联盟秘书长李义强委婉地说：“在放开民间这个问题上还有很大的保守。现在香港的船已经到达海域，同时又一个台风已经形成，所以现在就算能走，估计也已经来不及了。……我们也希望政府在这个问题上对民间保钓给予跟大空间。”
2012年8月15日，香港保钓人士乘坐“启丰二号”抵达钓鱼岛附近海域，由于日本海上保安厅派出了20多艘船隻进行拦截、直升机进行监视，使用撞击、高压水炮等方法阻止保钓人士登島，他们當中7人跳入海中，游泳登陆钓鱼岛，原本计划插上两岸政府旗帜，但是在钓鱼岛上守候的30多名沖繩縣警察隨即以违反日本《出入境管理及难民认定法》為由拘捕7人，而被日本海上保安廳撞损的“启丰二号”上的8位保钓人士、4位船员、2位凤凰卫视记者也被沖繩縣警帶走， 日本首相野田佳彦表示将按照日本法律进行严肃处理。 同日，中国民间保钓联合会和世界华人保钓联盟的成员在北京日本驻华大使馆拉横幅和请愿，要求「中华人民共和国政府收复失地」，湖南省长沙市步行街黄兴雕像前也出现了拉横幅抗议「日本侵占钓鱼岛」的保钓人士。 保钓人士聲稱在扣押期間「不允许躺着或靠着休息」，受到了「非常粗暴和不公正的对待」。
2012年8月15日深夜，香港特首梁振英召见日本驻香港总领事隈丸优次：“港府对事件极度关注，已透过总领事向日本政府重申钓鱼岛和其附属岛屿自古以来就是中国领土，香港居民多年来对这些岛屿有强烈感情，不希望见到日本政府作出任何被香港居民视为挑衅性的行为。（我们）要求日本政府不能危及香港居民和其他中国公民的人身和财产安全，并促请日本政府尽快释放所有香港居民和其他中国公民。” 15日晚上，华盛顿中国和平统一促进会发表声明，敦促日本政府无条件施放香港保钓人士。 而在日本国内，有部分較激進的網民在網上表達不滿。
2012年8月16日，中华民国外交部政务次长董国猷约见日本驻台代表樽井澄夫说：“香港保钓人士带中华民国国旗登上钓鱼岛，为自发行为，外交部事先不知情，也与中华民国政府无涉”。

### 中華民國海巡署相关警告
2013年3月世界华人保钓联盟会长黄锡麟，携带五星红旗进行保钓活动。中華民國海巡署长王进旺3月11日表示，未来有类似情况发生，可能进行修正，不再为其做护卫动作。